# Steve Jobs (filme)
Steve Jobs (estilizado como steve jobs; mesmo título em Portugal e no Brasil) é um filme estado-unidense do género drama biográfico, baseado na vida de Steve Jobs, o cofundador da Apple, que protagonizou Michael Fassbender em seu papel. O filme foi realizado por Danny Boyle, produzido por Scott Rudin, e escrito por Aaron Sorkin, cujo argumento foi adaptado da biografia homónima escrita por Walter Isaacson. O filme foi lançado nos Estados Unidos em 9 de outubro de 2015, quatro anos após a morte de Steve Jobs. Em Portugal foi lançado a 12 de novembro de 2015, e no Brasil em 21 de janeiro de 2016. O trailer oficial foi lançado em 1 de julho de 2015.

## Elenco
- Michael Fassbender como Steve Jobs[7]
- Kate Winslet como Joanna Hoffman[7]
- Seth Rogen como Steve Wozniak[7]
- Jeff Daniels como John Sculley[7]
- Katherine Waterston como Chrisann Brennan[7]
- Michael Stuhlbarg como Andy Hertzfeld[7]
- Makenzie Moss, Ripley Sobo e Perla Haney-Jardine como Lisa Brennan-Jobs (em idades diferentes)[7]
- Sarah Snook como Andrea "Andy" Cunningham[7]
- Adam Shapiro como Avie Tevanian[7]
- John Ortiz como Joel Pforzheimer[7]
- Stan Roth como George Coates